# Dilemma Geyser
Dilemma Geyser (nom non officiel) est un geyser situé dans le Lower Geyser Basin dans le parc national de Yellowstone aux États-Unis. Il fait partie du Pink Cone Group, dont font aussi partie Box Spring, Labial Geyser, Narcissus Geyser, Pink Geyser et Pink Cone Geyser.
Les éruptions de Dilemma varient de quelques secondes à quelques minutes et atteignent une hauteur de 3,0 m le printemps et entre 0,30 et 1,22 m le reste de l'année. L'intervalle entre deux éruptions est compris entre 2 et 10 minutes.
Le nom de Dilemma vient du fait que ses deux orifices sont entourés par des rigoles d'écoulement distinctes dont la présence ne peut pas être expliquée avec les minuscules éruptions du geyser avant 1989. Les éruptions étaient tellement minuscules qu'elles projetaient à peine quelques gouttes sur l'herbe. À partir de 1989, les éruptions sont devenues plus puissantes et ont commencé à projeter assez d'eau pour expliquer les rigoles d'écoulement autour des orifices.